# Temps terrestre
El temps terrestre (TT) és l'estàndard de temps modern per al temps en la superfície de la Terra. És el temps propi experimentat per un rellotge sobre el geoide. En astronomia, és usat com la coordenada de temps per a les efemèrides aparents per un observador situat en els límits terrestres. Està directament relacionat amb el temps coordinat geocèntric (TCG), que és el temps astronòmic estàndard per al sistema de la Terra. El TT corre més lentament que el TCG, segons una proporció constant, deguda a la dilatació gravitacional del temps.

## Història
El concepte aproximat de TT fou estandarditzat per la Unió Astronòmica Internacional el 1976 en la seva XVI Assemblea General, sota el nom de Terrestrial Dynamical Time (TDT). Era un complement del temps dinàmic baricèntric (TDB), que era un temps estàndard per a les efemèrides del sistema solar, basat en una escala de temps dinàmic. Ambdós estàndards de temps van resultar definits de manera pobra, i el TDT fou també anomenat equivocadament, perquè no hi havia en aquest res dinàmic.
El 1991, per la IV Recomanació de la XXI Assemblea General Arxivat 2007-03-08 a Wayback Machine., la UAI redefiní el TDT més precisament, canviant el seu nom per temps terrestre. El TT fou definit en termes de temps coordinat geocèntric, que fou definit per la mateixa Assemblea General. El TT fou definit com una transformació lineal del TGC, un temps com aquest concorda amb el temps propi sobre el geoide. Això deixà la proporció exacta entre el temps TT i el temps TCG com una cosa que havia de ser determinada experimentalment. La determinació del potencial gravitatori en el geoide és una tasca de la física geodèsica.
L'any 2000, en la Resolució B1.9 de la XXIV Assemblea General, la UAI canvià novament la definició de TT especificant exactament la proporció entre el temps TT i el TCG com a 1 − 6,969290134 × 10−10. Això va tenir l'efecte de redefinir el geoide en termes d'un potencial gravitatori precís, eliminant, doncs, la necessitat dels estudiosos de la ciència dels rellotges d'estudiar els nivells de la mar.

## Definició
El TT es diferencia del TCG segons una proporció constant. Formalment, és definit per l'equació:
TT = (1 − LG) TCG + E
en què TT i TCG són recomptes en segons del SI del temps terrestre i del temps coordinat geocèntric, respectivament; LG és la diferència constant en les proporcions de les dues escales temporals, i E és la constant corresponent a les èpoques (vegeu més avall). LG es defineix exactament com a 6,969290134 × 10−10. (En el 1991, quan el TT fou definit, LG fou determinat experimentalment, i la millor estimació disponible era 6,969291 × 10−10.)

L'equació que relaciona TT i TCG és més comunament escrita en la forma:
TT = TCG − LG × (JDTCG − 2443144,5003725) × 86400
en què JDTCG és el temps TCG expressat com una data juliana. Això és només una transformació del mer recompte representat per la variable TCG, això fa aquesta forma de l'equació innecessàriament complexa. De tota manera, l'ús d'una data juliana especifica l'època per complet (vegeu el paràgraf següent). L'equació esmentada és sovint donada amb la data juliana 2443144,5 per a l'època, però això és erroni; el valor donat més amunt és exactament correcte.
Les coordenades de temps sobre les escales de TT i TCG són especificades convencionalment usant la manera tradicional d'especificar dies, portats sobre el sistema de temps no uniforme basat en la rotació de la Terra. Específicament, s'utilitzen tant les dates julianes com el calendari gregorià. Per continuïtat amb el seu predecessor, el temps d'efemèrides, el TT i el TCG es van preparar per aparellar-se amb el TE al voltant de la data juliana 2443144,5 (1977-01-01T00Z). De manera més precisa, fou definit l'instant TT 1977-01-01T00:00:32,184 exactament i l'instant TCG 1977-01-01T00:00:32,184 exactament que corresponen a l'instant del temps atòmic internacional (TAI) 1977-01-01T00:00:00 exactament. Aquest és també l'instant en què el TAI introduí correccions per la dilatació gravitacional del temps.
TT i TCG expressats en dates julianes poden ser relacionats precisament i més simplement per l'equació:
JDTT = EJD + (JDTCG − EJD) (1 − LG)
en què EJD és 2443144,5003725 exactament.

## Realització
El TT és teòricament ideal, no depèn d'una realització particular. Per als propòsits pràctics, el TT ha de ser realitzat pels rellotges actuals en el sistema de la Terra.
La realització principal del TT és proporcionada pel TAI. El servei TAI, que funciona des de 1958, intenta aparellar la proporció del temps propi en el geoide, usant un conjunt de rellotges atòmics estesos sobre la superfície i a òrbites espacials baixes de la Terra. El TAI és definit canònicament retrospectivament, en butlletins mensuals, en relació amb la lectura que grups particulars de rellotges atòmics mostren del temps. Estimacions del TAI es proporcionen també en temps real per les institucions que operen els rellotges participants. A causa de la diferència històrica entre el TAI i el TE quan el TT fou introduït, la realització del TAI i del TT ve definida segons:
TT(TAI) = TAI + 32,184 s
Com que el TAI no és revisat mai una vegada publicat, és possible que els errors produïts en aquest esdevinguin coneguts i restin sense correccions. És, per tant, possible produir una millor realització del TT basada en noves anàlisis de les dades històriques del TAI. L'Oficina Internacional de Pesos i Mesures ho ha fet aproximadament de manera anual des de 1992. Aquestes realitzacions del TT s'anomenen en la forma "TT(BIPM06)", amb els dígits indicant l'any de publicació. Es publiquen en forma de taula de diferències del TT(TAI). La darrera per març de 2007 és TT(BIPM06).
Les comunitats internacionals que porten la precisió en el temps, institucions astronòmiques, i emissores de ràdio, han considerat la creació d'un nou sistema de mesura de precisió del temps basat en l'observació d'un conjunt de púlsars en rotació. Aquest nou sistema de mesura del temps per púlsars serviria com un sistema independent per a computar el TT, i poden ser amb el temps útils per a identificar defectes en el TAI.